# Solen guinaicus
Solen guinaicus is een tweekleppigensoort uit de familie van de Solenidae. De wetenschappelijke naam van de soort is voor het eerst geldig gepubliceerd in 1993 door Cosel.